# Quincy Center (Metro de Boston)
Quincy Center  es una estación en la línea Roja del Metro de Boston. La estación se encuentra localizada en 1300 Hancock Street y Washington Street en Quincy, Massachusetts. La estación Quincy Center fue inaugurada el 1 de septiembre de 1971. La Autoridad de Transporte de la Bahía de Massachusetts es la encargada por el mantenimiento y administración de la estación.

## Descripción
La estación Quincy Center cuenta con 2 plataformas centrales y 3 vías. La estación también cuenta con 872 de espacios de aparcamiento.

## Conexiones

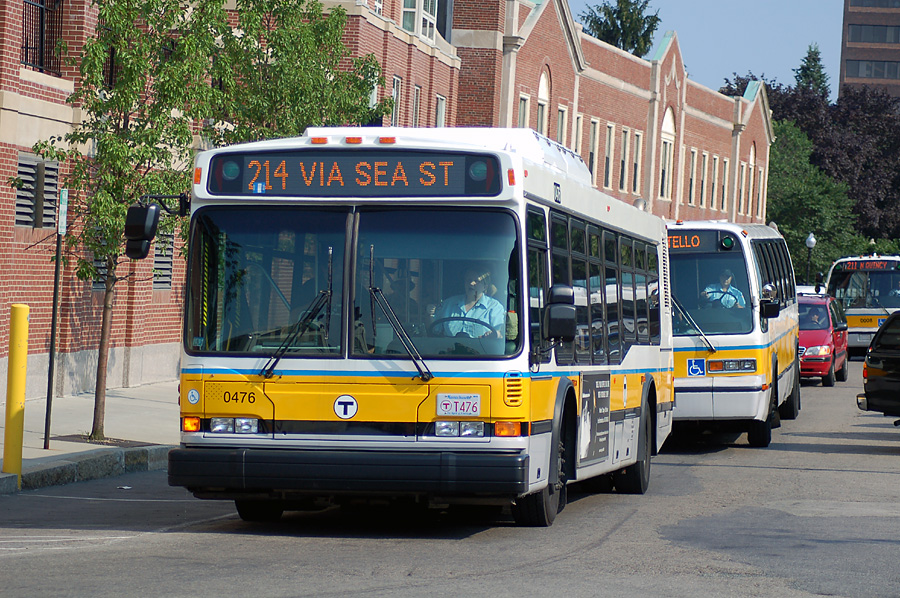
Rutas #214, 230, y 211 en Quincy Center

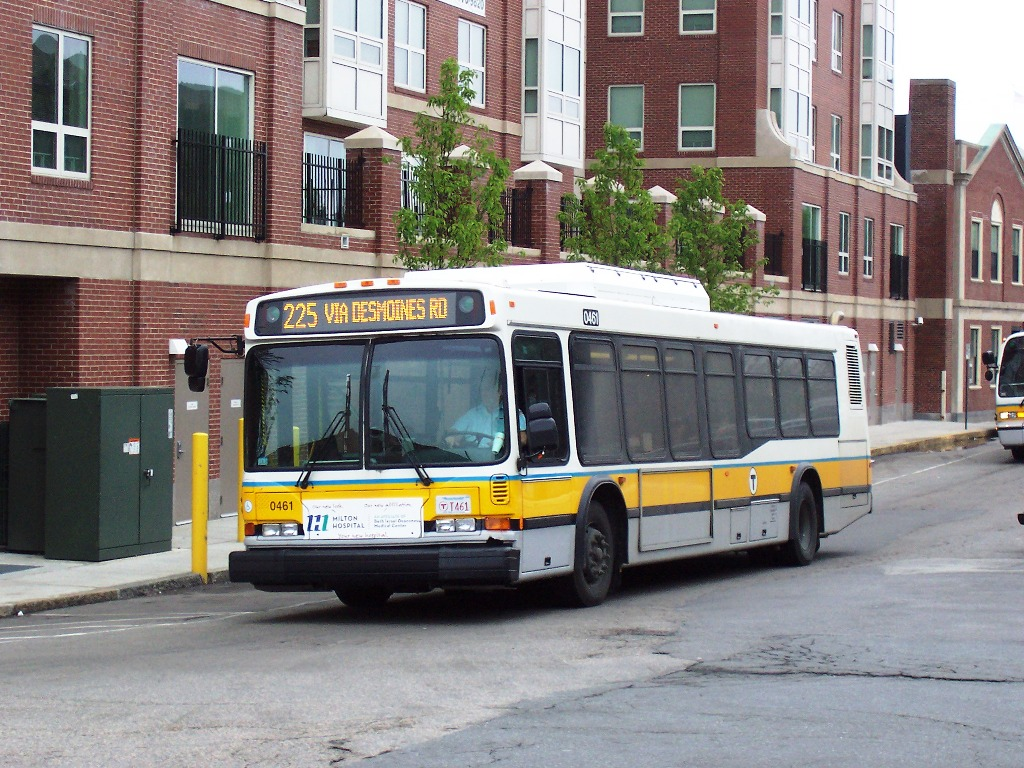
Ruta #225

La estación es abastecida por las siguientes conexiones: 
- Rutas de autobuses:
- 210: North Quincy o Fields Corner vía Neponset Ave. & Hancock St.
- 211: Squantum vía North Quincy o Billings Rd.
- 212: North Quincy Sta.
- 214: Germantown vía Sea St.
- 215: Ashmont Station vía West Quincy
- 216: Hough's Neck vía Sea St.
- 217: Ashmont Station vía Wollaston Beach
- 220: Hingham
- 221: Fort Point
- 222: East Weymouth
- 225: Weymouth Landing vía Quincy Ave.
- 230: Montello Commuter Rail Station vía Holbrook
- 236: South Shore Plaza
- 238: Holbrook/Randolph Commuter Rail Station vía Crawford Square
- 245: Mattapan Sta. vía Pleasant St.